# Ocyptamus meridionalis
Ocyptamus meridionalis är en tvåvingeart som först beskrevs av Fluke 1950.  Ocyptamus meridionalis ingår i släktet Ocyptamus och familjen blomflugor. Inga underarter finns listade i Catalogue of Life.